# Турчанинов, Александр Николаевич
Александр Николаевич Турчанинов (1838, Смоленская губерния — 1907, Санкт-Петербург) — присяжный поверенный и председатель совета присяжных поверенных при Санкт-Петербургской судебной палате, преподаватель Императорского училища правоведения.

## Биография
Родился в 1838 году в семье Николая Петровича Турчанинова (1803—1859), сына протоиерея и духовного композитора Петра Ивановича Турчанинова. Это была смоленская ветвь рода. В Смоленской губернии Турчаниновы проживали с начала XIX века. 
Получил первоначальное домашнее образование. Затем учился в Петербургском училище правоведения, из которого был выпущен 11 мая 1857 года.
После окончания училища поступил на службу секретарём канцелярии 2 отделения 5-го департамента Правительствующего сената. В конце 1859 года перешёл приставом следственных дел в Выборгскую часть Санкт-Петербурга, а затем был переведён в Каретную и 3-ю Адмиралтейскую части.
В 1863 году назначен товарищем председателя Санкт-Петербургской уголовной палаты. Во время судебных заседаний добивался открытости и публичности защиты. Приглашался для совещания в комиссию по составлению нового устава уголовного судопроизводства.
17 апреля 1866 года был зачислен в число первых 27 присяжных поверенных при Санкт-Петербургской судебной палате, в соответствии с новыми судебными уставами 1864 года.

## Адвокатская деятельность
Пользовался большим авторитетом как среди подзащитных и общественности, так и среди коллег по адвокатской деятельности.
В течение 30 лет избирался в члены совета, товарищем председателя и председателем совета присяжных поверенных при Санкт-Петербургской судебной палате.
Принимал участие во многих процессах по уголовным и гражданским делам.
Участвовал в 11-ти политических процессах — процесс Д. В. Каракозова и других, процесс нечаевцев, процесс 193-х, процесс 20-ти, процесс А. К. Соловьёва, процесс Террористической фракции партии «Народная Воля» и других процессах.

## Семья
- Жена — Татьяна Ивановна Турчанинова.
- Брат — сенатор Иван Николаевич Турчанинов.